# 東青原駅
東青原駅（ひがしあおはらえき）は、島根県鹿足郡津和野町添谷に所在する、西日本旅客鉄道（JR西日本）山口線の駅である。
駅名に”東”とあるが、実際には青原駅よりも若干西に位置する。

## 歴史
- 1961年（昭和36年）4月1日：国鉄山口線青原駅 - 石見横田駅間に新設[1][3]。気動車の旅客のみ取扱う無人駅[4]。
- 1987年（昭和62年）4月1日：国鉄分割民営化に伴い、JR西日本の駅となる[5]。

## 駅構造
益田方面に向かって左側に単式ホーム1面1線を有する地上駅（停留所）。
新山口駅管理の無人駅。駅舎は無く、ホームに待合所がある程度。そのため、直接ホームに入る形となっている。

## 利用状況
2020年度の1日平均乗車人員は10人である。2004年度は20人、1994年度は48人、1984年度は50人であった。
近年の1日平均乗車人員の推移は以下の通り。
| 乗車人員推移 | 乗車人員推移 |
| 年度         | 1日平均人数  |
| ------------ | ------------ |
| 1999         | 25           |
| 2000         | 23           |
| 2001         | 20           |
| 2002         | 23           |
| 2003         | 21           |
| 2004         | 20           |
| 2005         | 19           |
| 2006         | 15           |
| 2007         | 12           |
| 2008         | 8            |
| 2009         | 7            |
| 2010         | 10           |
| 2011         | 8            |
| 2012         | 7            |
| 2013         | 6            |
| 2014         | 8            |
| 2015         | 6            |
| 2016         | 7            |
| 2017         | 9            |
| 2018         | 12           |
| 2019         | 8            |
| 2020         | 10           |
| 2021         | 8            |
| 2022         | 9            |

## 駅周辺
- 金比羅神社[6]
- 遍照寺[6]
- 国道9号（国道187号重複）沿い[6][8][9]
  - 青原八幡宮：島根県下最大のクロガネモチの木がある。樹齢250年。[10]
  - 津和野警察署青原駐在所
  - 津和野町立青原小学校
  - 青原郵便局
  - 「下青原」停留所：石見交通広益線・津和野線[11][12]

## バス路線
「東青原駅前」停留所
津和野町営バス 須川・野地・青原線《1日2本：日曜運休》

## 隣の駅
西日本旅客鉄道（JR西日本）
■山口線
青原駅 - 東青原駅 - 石見横田駅

#### 統計資料
1. ↑  “島根県統計書”. しまね統計情報データベース.   島根県政策企画局. 2025年2月5日閲覧。